# Eerste klasse B 2025-26 (voetbal België)
Het seizoen 2025/26 van de Eerste klasse B in het Belgische mannenvoetbal omvat zeventien teams.

## Opzet
De competitie wordt gespeeld door zeventien teams. Er wordt een competitie gespeeld in 32 speelrondes in heen- en terugwedstrijden. De eerste twee in de rangschikking van de reguliere competitie promoveren naar Eerste klasse A. De nummers 3 tot en met 6 werken nog play-offs af volgens een knock-outsysteem. De winnaar daarvan plaatst zich voor een barragewedstrijd tegen de laatste van Eerste klasse A.
Voor het vierde seizoen spelen er naast de profploegen ook belofteploegen (U23) mee van profclubs uit 1A. Voor dit seizoen zijn dat de beloften van Club Brugge (Club NXT), KRC Genk (Jong Genk), AA Gent (Jong AA Gent) en RSC Anderlecht (RSCA Futures). De U23-teams worden beschouwd als gewone clubs en kunnen met andere woorden normaal degraderen en promoveren, op voorwaarde dat zij steeds één reeks lager spelen dan hun moederclub. U23-teams kunnen niet promoveren naar Eerste klasse A en ook niet deelnemen aan de play-offs. Als een U23-team bij de eerste 6 zou eindigen, wordt dit team vervangen door de eerstvolgende klassieke club in het algemeen klassement. De competitie start op 8 augustus.

## Gedegradeerde teams
Deze teams degradeerden voor aanvang van het seizoen uit de Eerste klasse A:
- KV Kortrijk
- Beerschot VA

## Gepromoveerde teams
Deze teams promoveerden voor aanvang van het seizoen uit de Eerste nationale:
- Jong AA Gent (kampioen VV)
- Olympic Club Charleroi (kampioen ACFF)
- Jong Genk (gerecupereerd door quota dat 4 minstens belofteploegen voorziet)[2]

## Promoverende teams
Deze teams promoveren naar Eerste klasse A aan het einde van het seizoen:

## Degraderende teams
Deze teams degraderen aan het einde van het seizoen naar Eerste nationale:
Als er een A-ploeg degradeert waarvan de U23-ploeg van die ploeg zich in eerste klasse B bevindt, vervangt die U23-ploeg de plaats van de voorlaatste daler.

## Clubs
Zeventien clubs komen in 2025-26 uit in de Challenger Pro League. Uitgesplitst per provincie zijn dat drie clubs uit Limburg, Luik en Oost-Vlaanderen, twee clubs uit Antwerpen, het Brussels Hoofdstedelijk Gewest, Henegouwen en West-Vlaanderen.
| Nr. kaart | Stam- nummer | Club                          | Plaats              | # seiz. 1B |
| --------- | ------------ | ----------------------------- | ------------------- | ---------- |
| 1         | 2            | RWDM Brussels                 | Sint-Jans-Molenbeek | 1          |
| 2         | 3            | Club NXT                      | Roeselare           | 5          |
| 3         | 4            | RFC Liège                     | Luik                | 3          |
| 4         | 7            | Jong AA Gent                  | Gent                | 1          |
| 5         | 13           | Beerschot VA                  | Antwerpen           | 6          |
| 6         | 19           | KV Kortrijk                   | Kortrijk            | 1          |
| 7         | 35           | RSCA Futures                  | Brussel             | 4          |
| 8         | 167          | RFC Seraing                   | Seraing             | 4          |
| 9         | 246          | Olympic Club Charleroi        | Charleroi           | 1          |
| 10        | 322          | Jong Genk                     | Genk                | 4          |
| 11        | 2554         | Lommel SK                     | Lommel              | 9          |
| 12        | 3434         | Patro Eisden Maasmechelen     | Maasmechelen        | 3          |
| 13        | 3970         | Koninklijke Lierse Sportkring | Lier                | 6          |
| 14        | 4068         | SK Beveren                    | Beveren             | 5          |
| 15        | 4276         | KAS Eupen                     | Eupen               | 2          |
| 16        | 4297         | KSC Lokeren                   | Lokeren             | 2          |
| 17        | 5129         | Francs Borains                | Boussu-Bois         | 3          |

### Personen en sponsors
| #  | Club                      | Plaats              | Stadion                     | Capaciteit | Trainer            | Vorige trainers seizoen 2024/25 | Aanvoerder         | Shirtsponsor | Hoofdsponsor(s)   |
| -- | ------------------------- | ------------------- | --------------------------- | ---------- | ------------------ | ------------------------------- | ------------------ | ------------ | ----------------- |
| 1  | RWDM Brussels             | Sint-Jans-Molenbeek | Edmond Machtensstadion      | 9.000      | Frédéric Frans     |                                 | Alexis De Sart     | Kipsta       | Golden Palace     |
| 2  | Club NXT                  | Brugge              | Schiervelde (Roeselare)     | 8.340      | Tim Wolf           |                                 | Amine Et Taïbi     | Macron       | Alheembouw        |
| 3  | RFC Liège                 | Luik                | Stade de Rocourt            | 4.147      | Gaëtan Englebert   |                                 | Jonathan D'Ostilio | Patrick      | Star Casino       |
| 4  | Jong AA Gent              | Gent                | Planet Group arena          | 20.000     | Thomas Matton      |                                 |                    | Craft        | baloise           |
| 5  | Beerschot VA              | Antwerpen           | Olympisch Stadion           | 12.771     | Mohamed Messoudi   |                                 |                    | Nova         | Star Casino       |
| 6  | KV Kortrijk               | Kortrijk            | Guldensporenstadion         | 9.400      | Michiel Jonckheere |                                 |                    | Erreà        | AGO Jobs & HR     |
| 7  | RSCA Futures              | Anderlecht          | Dakota Arena (Deinze)       | 3.482      | Jelle Coen         |                                 | Devon Decorte      | Joma         | DVV Insurance     |
| 8  | RFC Seraing               | Seraing             | Pairaystadion               | 8.207      | Kevin Caprasse     |                                 | Nils Schouterden   | Kappa        | Star Casino       |
| 9  | Olympic Club Charleroi    | Charleroi           | Neuvillestadion             | 8.000      | Darko Janackovic   |                                 |                    |              |                   |
| 10 | Jong Genk                 | Genk                | Leunenstadion (Geel)        | 8.000      | Johan Van Rumst    |                                 | Thomas Claes       | Nike         | Beobank           |
| 11 | Lommel SK                 | Lommel              | Soevereinstadion            | 8.000      | Lee Johnson        |                                 | Lucas Schoofs      | Puma         | AppSys ICT Group  |
| 12 | Patro Eisden Maasmechelen | Maasmechelen        | Patro-Stadion               | 4.011      | Stijn Stijnen      |                                 | Jordan Renson      | Joma         | PepperMill Casino |
| 13 | Lierse SK                 | Lier                | Herman Vanderpoortenstadion | 13.539     | Jamath Shoffner    |                                 | Pietro Perdichizzi | JAKO         | Golden Palace     |
| 14 | SK Beveren                | Beveren             | Freethielstadion            | 8.190      | Marink Reedijk     |                                 | Laurent Jans       | JAKO         | PepperMill Casino |
| 15 | KAS Eupen                 | Eupen               | Kehrwegstadion              | 8.363      | Bruno Pinheiro     |                                 | Brandon Baiye      | Adidas       | Aspire Academy    |
| 16 | KSC Lokeren               | Lokeren             | Daknamstadion               | 12.000     | Stijn Vreven       |                                 | Naïm Boujouh       | Joma         | betFIRST          |
| 17 | Francs Borains            | Boussu-Bois         | Robert Urbainstadion        | 6.000      | Igor de Camargo    |                                 | Mateo Itrak        | Hummel       | Ladbrokes         |

## Uitslagen en klassementen

### Reguliere competitie
| Thuis \ Uit               | AND | BEE | BEV | CLU | EUP | FRB | GNK | GNT | KVK | LIE | LOK | LOM | LUI | OLC | PEM | RWD | SER |
| ------------------------- | --- | --- | --- | --- | --- | --- | --- | --- | --- | --- | --- | --- | --- | --- | --- | --- | --- |
| RSCA Futures              |     |     |     |     |     |     |     |     | 1–3 |     |     |     |     |     |     |     |     |
| Beerschot VA              |     |     |     |     | 1–1 |     |     |     |     |     |     |     |     |     |     |     |     |
| SK Beveren                |     |     |     |     |     |     | 1–0 |     |     |     |     |     |     |     |     |     |     |
| Club NXT                  |     |     |     |     |     | 1–1 |     |     |     |     |     |     |     |     |     |     |     |
| KAS Eupen                 |     |     |     |     |     |     |     |     |     |     |     |     | 2–0 |     |     |     |     |
| Francs Borains            |     |     |     |     |     |     |     |     |     |     |     |     |     |     | 2–0 |     |     |
| Jong Genk                 |     |     |     |     |     |     |     |     |     |     |     |     |     |     |     |     |     |
| Jong AA Gent              | 0–1 |     |     |     |     |     |     |     |     |     |     |     |     |     |     |     |     |
| KV Kortrijk               |     |     |     |     |     |     |     |     |     | 1–0 |     |     |     |     |     |     |     |
| Lierse SK                 |     |     | 0–2 |     |     |     |     |     |     |     |     |     |     |     |     |     |     |
| KSC Lokeren               |     |     |     |     |     |     |     |     |     |     |     |     |     |     |     | 1–3 |     |
| Lommel SK                 |     |     |     |     |     |     |     |     |     |     |     |     |     | 3–0 |     |     |     |
| RFC de Liège              |     |     |     |     |     |     |     |     |     |     |     |     |     |     |     |     | 2–0 |
| Olympic Club Charleroi    |     |     |     |     |     |     |     | 1–4 |     |     |     |     |     |     |     |     |     |
| Patro Eisden Maasmechelen |     |     |     |     |     |     |     |     |     |     | 2–1 |     |     |     |     |     |     |
| RWDM Brussels             |     |     |     |     |     |     |     |     |     |     |     | 3–3 |     |     |     |     |     |
| RFC Seraing               |     | 1–2 |     |     |     |     |     |     |     |     |     |     |     |     |     |     |     |

#### Klassement
| Pos | Team                      | Wed | W | G | V | Ptn | DV | DT | +/− |                                  |
| --- | ------------------------- | --- | - | - | - | --- | -- | -- | --- | -------------------------------- |
| 1   | KV Kortrijk               | 2   | 2 | 0 | 0 | 6   | 4  | 1  | +3  | Promotie naar Eerste klasse A    |
| 2   | SK Beveren                | 2   | 2 | 0 | 0 | 6   | 3  | 0  | +3  | Promotie naar Eerste klasse A    |
| 3   | Lommel SK                 | 2   | 1 | 1 | 0 | 4   | 6  | 3  | +3  | Testwedstrijden voor promotie    |
| 4   | RWDM Brussels             | 2   | 1 | 1 | 0 | 4   | 6  | 4  | +2  | Testwedstrijden voor promotie    |
| 5   | Francs Borains            | 2   | 1 | 1 | 0 | 4   | 3  | 1  | +2  | Testwedstrijden voor promotie    |
| 6   | KAS Eupen                 | 2   | 1 | 1 | 0 | 4   | 3  | 1  | +2  | Testwedstrijden voor promotie    |
| 7   | Beerschot VA              | 2   | 1 | 1 | 0 | 4   | 3  | 2  | +1  |                                  |
| 8   | Jong AA Gent              | 2   | 1 | 0 | 1 | 3   | 4  | 2  | +2  |                                  |
| 9   | RFC de Liège              | 2   | 1 | 0 | 1 | 3   | 2  | 2  | 0   |                                  |
| 10  | RSCA Futures              | 2   | 1 | 0 | 1 | 3   | 2  | 3  | −1  |                                  |
| 11  | Patro Eisden Maasmechelen | 2   | 1 | 0 | 1 | 3   | 2  | 3  | −1  |                                  |
| 12  | Club NXT                  | 1   | 0 | 1 | 0 | 1   | 1  | 1  | 0   |                                  |
| 13  | Jong Genk                 | 1   | 0 | 0 | 1 | 0   | 0  | 1  | −1  |                                  |
| 14  | KSC Lokeren               | 2   | 0 | 0 | 2 | 0   | 2  | 5  | −3  |                                  |
| 15  | RFC Seraing               | 2   | 0 | 0 | 2 | 0   | 1  | 4  | −3  |                                  |
| 16  | Lierse SK                 | 2   | 0 | 0 | 2 | 0   | 0  | 3  | −3  | Degradatie naar Eerste nationale |
| 17  | Olympic Club Charleroi    | 2   | 0 | 0 | 2 | 0   | 1  | 7  | −6  | Degradatie naar Eerste nationale |

## Trainerswissels
| Trainer             | Datum                        | Club              | Reden voor ontslag of vertrek | Positie | Opvolger           | Datum aankondiging opvolger |
| ------------------- | ---------------------------- | ----------------- | ----------------------------- | ------- | ------------------ | --------------------------- |
| Mbaye Leye          | Voor aanvang seizoen 2025/26 | RFC Seraing       | Onderling overleg             | -       | Kevin Caprasse     | 22 mei 2025                 |
| Bernd Storck        | Voor aanvang seizoen 2025/26 | KV Kortrijk       | Overstap naar Cercle Brugge   | -       | Michiel Jonckheere | 27 mei 2025                 |
| Karim Belhocine     | Voor aanvang seizoen 2025/26 | Francs Borains    | Einde contract                | -       | Igor de Camargo    | 28 mei 2025                 |
| Mitch Delcour       | Voor aanvang seizoen 2025/26 | Club NXT          | Einde interimperiode          | -       | Tim Wolf           | 9 juni 2025                 |
| Dirk Kuijt          | Voor aanvang seizoen 2025/26 | Beerschot VA      | Einde contract                | -       | Mohamed Messoudi   | 20 juni 2025                |
| Mersad Selimbegović | Voor aanvang seizoen 2025/26 | KAS Eupen         | Onderling overleg             | -       | Bruno Pinheiro     | 20 juni 2025                |
| Abder Ramdane       | Voor aanvang seizoen 2025/26 | Olympic Charleroi | Verschil in visie             | -       | Darko Janackovic   | 23 juni 2025                |
| Gueïda Fofana       | Voor aanvang seizoen 2025/26 | RWDM Brussels     | Einde contract                | -       | Frédéric Frans     | 26 juli 2025                |

## Teampagina's
- Beerschot Voetbalclub Antwerpen in het seizoen 2025/26
- SK Beveren in het seizoen 2025/26

Nationaal voetbal · Regionaal voetbal · Provinciaal voetbal · KBVB · Nationaal voetbalelftal · Nationaal dameselftal
Belgisch nationaal voetbal
Eerste klasse A · Eerste klasse B · Eerste nationale · Beker van België · Belgische Supercup
Super League · Eerste klasse (vrouwen) · Tweede klasse (vrouwen) · Beker van België (vrouwen) · Belgische Supercup (vrouwen)
Belgisch regionaal voetbal
Tweede afdeling · Derde afdeling
2016/17 · 2017/18 · 2018/19 · 2019/20 · 2020/21 · 2021/22 · 2022/23 · 2023/24 · 2024/25 · 2025/26